# Skuphonura itapuca
Skuphonura itapuca là một loài chân đều trong họ Anthuridae. Loài này được Kensley miêu tả khoa học năm 1980.